# Sakskøbing Kommune
Sakskøbing Kommune i Storstrøms Amt blev dannet ved kommunalreformen i 1970. Ved strukturreformen i 2007 indgik den i Guldborgsund Kommune sammen med Nysted Kommune, Nørre Alslev Kommune, Stubbekøbing Kommune, Sydfalster Kommune og det meste af Nykøbing Falster Kommune.

## Tidligere kommuner
Sakskøbing havde været købstad, men det begreb mistede sin betydning ved kommunalreformen. 6 sognekommuner blev lagt sammen med Sakskøbing købstad og dens landsogn til Sakskøbing Kommune.
| Kommune              | Folketal 1. januar 1970 | Byer            |
| -------------------- | ----------------------- | --------------- |
| Sakskøbing           | 2.530                   | Sakskøbing      |
| Sakskøbing Landsogn  | 1.913                   |                 |
| Majbølle             | 1.246                   | Del af Guldborg |
| Radsted              | 1.152                   | Radsted         |
| Slemminge-Fjelde     | 998                     |                 |
| Tårs                 | 763                     |                 |
| Vigsnæs              | 250                     |                 |
| Våbensted-Engestofte | 911                     |                 |
| I alt                | 9.763                   |                 |

## Sogne
Sakskøbing Kommune bestod af følgende sogne, alle fra Musse Herred:
- Engestofte Sogn
- Fjelde Sogn
- Majbølle Sogn
- Radsted Sogn
- Sakskøbing Sogn
- Slemminge Sogn
- Tårs Sogn (Guldborgsund Kommune)
- Vigsnæs Sogn
- Våbensted Sogn

## Borgmestre[2]
| Periode   | Navn            | Parti             |
| --------- | --------------- | ----------------- |
| 1970-1977 | Alfred Andersen | Socialdemokratiet |
| 1977-2006 | Kaj Petersen    | Socialdemokratiet |